# Ivan Barbasjov
Ivan Dmitrijevitj Barbasjov, ryska: Иван Дмитриевич Барбашёв, född 14 december 1995, är en rysk professionell ishockeyforward som spelar för Vegas Golden Knights i NHL.
Han har tidigare spelat för St. Louis Blues i NHL; Chicago Wolves i AHL; Moncton Wildcats i LHJMQ samt HK MVD i MHL.

## Klubblagskarriär

### NHL

#### St. Louis Blues
Barbasjov draftades i andra rundan i 2014 års draft av St. Louis Blues som 33:e spelare totalt.
Han vann Stanley Cup med St. Louis Blues säsongen 2018–19.

## Statistik
| 2011–2012    | HK MVD           | MHL          | 38  | 8  | 2   | 10  | 18  | 4  | 2  | 2  | 4  | 25 |
| 2012–2013    | Moncton Wildcats | LHJMQ        | 68  | 18 | 44  | 62  | 36  | 5  | 1  | 2  | 3  | 0  |
| 2013–2014    | Moncton Wildcats | LHJMQ        | 48  | 25 | 43  | 68  | 27  | 6  | 4  | 6  | 10 | 8  |
| 2014–2015    | Moncton Wildcats | LHJMQ        | 57  | 45 | 50  | 95  | 59  | 16 | 13 | 11 | 24 | 14 |
| 2015–2016    | Chicago Wolves   | AHL          | 65  | 10 | 18  | 28  | 15  | —  | —  | —  | —  | —  |
| 2016–2017    | St. Louis Blues  | NHL          | 30  | 5  | 7   | 12  | 2   | 6  | 0  | 0  | 0  | 2  |
|              | Chicago Wolves   | AHL          | 46  | 19 | 18  | 37  | 14  | 2  | 0  | 0  | 0  | 0  |
| 2017–2018    | St. Louis Blues  | NHL          | 53  | 7  | 6   | 13  | 4   | —  | —  | —  | —  | —  |
|              | Chicago Wolves   | AHL          | 20  | 5  | 5   | 10  | 6   | —  | —  | —  | —  | —  |
| 2018–2019    | St. Louis Blues  | NHL          | 80  | 14 | 12  | 26  | 17  | 25 | 3  | 3  | 6  | 4  |
| 2019–2020    | St. Louis Blues  | NHL          | 69  | 11 | 15  | 26  | 23  | 3  | 0  | 0  | 0  | 2  |
| 2020–2021    | St. Louis Blues  | NHL          | 38  | 5  | 7   | 12  | 6   | 4  | 0  | 1  | 1  | 4  |
| 2021–2022    | St. Louis Blues  | NHL          | 81  | 26 | 34  | 60  | 40  | 12 | 0  | 2  | 2  | 4  |
| 2022–2023    | St. Louis Blues  | NHL          | 59  | 10 | 19  | 29  | 36  | —  | —  | —  | —  | —  |
| NHL totalt   | NHL totalt       | NHL totalt   | 410 | 78 | 100 | 178 | 128 | 50 | 3  | 6  | 9  | 16 |
| AHL totalt   | AHL totalt       | AHL totalt   | 131 | 34 | 41  | 75  | 35  | 2  | 0  | 0  | 0  | 0  |
| LHJMQ totalt | LHJMQ totalt     | LHJMQ totalt | 173 | 88 | 137 | 225 | 122 | 27 | 18 | 19 | 37 | 22 |

### Internationellt
| Uppdaterad: 2023-02-27 | Uppdaterad: 2023-02-27 | Uppdaterad: 2023-02-27 |               | Källa: Utv = Utvisningsminuter | Källa: Utv = Utvisningsminuter | Källa: Utv = Utvisningsminuter | Källa: Utv = Utvisningsminuter | Källa: Utv = Utvisningsminuter |
| År                     | Lag                    | Mästerskap             | Matcher       | Mål                            | Assists                        | Poäng                          | Utv                            |                                |
| ---------------------- | ---------------------- | ---------------------- | ------------- | ------------------------------ | ------------------------------ | ------------------------------ | ------------------------------ | ------------------------------ |
| 2012                   | Ryssland               | Ivan Hlinka            | 4             | 1                              | 0                              | 1                              | 4                              |                                |
| 2013                   | Ryssland               | U18-VM                 | 7             | 3                              | 6                              | 9                              | 4                              |                                |
| 2014                   | Ryssland               | JVM                    | 7             | 1                              | 1                              | 2                              | 0                              |                                |
| 2015                   | Ryssland               | JVM                    | 7             | 3                              | 3                              | 6                              | 2                              |                                |
| Junior totalt          | Junior totalt          | Junior totalt          | Junior totalt | 25                             | 8                              | 10                             | 18                             | 10                             |